# Lars Linderot
Lars Linderot, född 7 augusti 1761 i Jörlanda socken i Bohuslän, död 23 maj 1811 i Lindome på klockaregården där, var en svensk präst och väckelsepredikant. 

## Biografi
Linderot prästvigdes 21 april 1787 för Göteborgs stift. Åren 1802–1811 var han verksam som komminister i Tölö församling utanför Kungsbacka. Han finns representerad i Den svenska psalmboken 1986 med två verk (nr 265 och 266). År 1815 utgavs hans Andelige Sånger och Tillfällighets-Verser med 67 psalmer, som också gavs ut i en andra upplaga 1829. Den senare innehöll 68 psalmer med Tillägg af en hittills otryckt psalm.
Litteraturprofessorn Fredrik Böök har skrivit en mindre studie över Lars Linderots psalmdiktande och predikospråk. Karl-Erik Svedlund har i sin bok De sågo himmelen öppen på Normans Förlag 1966 tecknat ett porträtt av den stridbare men populäre Linderot och hans sång- och psalmskrivande.
Linderot gifte sig 1792 med Sophia Kilberg, född 12 januari 1757 i Hishult, Hallands län, vilken var dotter till klockaren Carl Kilberg.

## Psalmer
- Det är så gott att få nr  86 i Hemlandssånger 1891 Finns på Wikisource.
- Ingen hinner fram till den eviga ron (1986 nr 265) skriven 1798 Finns på Wikisource.
- Jag sjunger ni om seger Lova Herren 1988 nr 623
- Säg mig den vägen (1986 nr 266) skriven 1811. Finns på Wikisource.